# John Paul Stevens
John Paul Stevens, född 20 april 1920 i Chicago i Illinois, död 16 juli 2019 i Fort Lauderdale i Florida, var en amerikansk jurist som bland annat var domare i USA:s högsta domstol (US Supreme Court) 1975–2010.

## Biografi
John Paul Stevens utnämndes till domare i högsta domstolen 1975 av president Gerald Ford, och då han avgick den 29 juni 2010 var han dess äldsta domare. Han har haft det tredje längsta mandatet i domstolens historia. Trots att han utnämndes av en republikansk president anses han tillhöra den liberala sidan i domstolen. Han tillkännagav 9 juni 2010 att han skulle avgå när domstolens verksamhetsår tog slut i juni 2010.